# Llista de Creus de Sant Jordi/1995/Persones

#### Persones
Informació actualitzada per un bot. Els canvis manuals es perdran quan s'actualitzi!
| Persona                             | Wikidata  | Descripció                                                  | Ocupació                                                                        | Imatge |
| ----------------------------------- | --------- | ----------------------------------------------------------- | ------------------------------------------------------------------------------- | ------ |
| Eduardo Mendoza i Garriga           | Q72541    | escriptor català                                            | lingüista guionista novel·lista traductor escriptor dramaturg advocat intèrpret |        |
| Jorge Semprún Maura                 | Q157004   | escriptor i polític espanyol                                | guionista escriptor polític filòsof novel·lista                                 |        |
| Montserrat Torrent i Serra          | Q544883   | organista                                                   | organista professor d'universitat                                               |        |
| Salvador Giner i de San Julián      | Q605655   | sociòleg català                                             | sociòleg professor d'universitat jurista escriptor                              |        |
| Joan Pau Alduy i Triaire            | Q2020016  | polític nord-català                                         | polític                                                                         |        |
| Alfred Lucchetti i Farré            | Q3572719  | actor català                                                | actor                                                                           |        |
| Montserrat Carulla i Ventura        | Q4516605  | actriu catalana                                             | actor de teatre actor de televisió actor de cinema actor de doblatge            |        |
| Enric Guitart i Matas               | Q5833396  | actor català de teatre i cinema                             | actor de cinema actor de teatre                                                 |        |
| Carmina Virgili i Rodón             | Q8338701  | geòloga catalana                                            | geòleg polític                                                                  |        |
| Josep Maria Cadena i Catalán        | Q9013192  | periodista i crític d'art                                   | periodista crític d'art                                                         |        |
| Marià Ribas i Bertran               | Q9029253  | Arqueòleg català (1902-1996)                                | arqueòleg pintor                                                                |        |
| Francesc Masclans i Girvès          | Q11121181 | botànic espanyol                                            | botànic professor                                                               |        |
| Albert Balcells i González          | Q11482201 | historiador català                                          | historiador professor d'universitat                                             |        |
| Albert Virella i Bloda              | Q11904803 | historiador espanyol                                        | historiador                                                                     |        |
| Arcadi García i Sanz                | Q11906395 | historiador del dret                                        | historiador del dret arxiver realitzador de documentals historiador catedràtic  |        |
| Cesc                                | Q11913559 | dibuixant i pintor català                                   | dibuixant pintor                                                                |        |
| Jaume Codina i Vilà                 | Q11927263 |                                                             | historiador polític                                                             |        |
| Jaume Lorés i Caballería            | Q11927302 |                                                             | filòsof escriptor                                                               |        |
| Jaume Magre i Servet                | Q11927303 | polític i promotor cultural català                          | polític                                                                         |        |
| Jordi Torras i Comamala             | Q11928371 | crític d'art català                                         | crític de cinema actor                                                          |        |
| Josep Maria Jané i Samsó            | Q11928702 | promotor i activista cultural català                        | activista cultural                                                              |        |
| Manuel Sayrach i Fatjó dels Xiprers | Q11935006 | periodista i editor català                                  | empresari editor escriptor                                                      |        |
| Maria Font i Bernaus                | Q11935438 | promotora cultural catalana                                 | activista cultural                                                              |        |
| Josep Maria Ballarín i Monset       | Q16173941 | eclesiàstic i escriptor català                              | escriptor sacerdot                                                              |        |
| Maur Maria Boix i Selva             | Q17481383 |                                                             | monjo sacerdot                                                                  |        |
| Mary Nash                           | Q18634148 | historiadora irlandesa                                      | historiador professor d'universitat escriptor                                   |        |
| Frederic Roda i Pérez               | Q19291001 | director teatral, crític teatral i promotor cultural català | crític d'art director de teatre activista cultural                              |        |
| Roc Pifarré i Florejachs            | Q19301764 | metge català                                                | metge cirurgià                                                                  |        |
| Joan Peana                          | Q20003541 | activista cultural alguerès                                 | activista cultural professor de català                                          |        |